# 3MB
De Three Man Band, ook gestileerd als de 3MB, was een professioneel worstelteam dat werkzaam was bij de WWE. De leden van dit team waren Heath Slater, Drew McIntyre, Jinder Mahal en Hornswoggle. Ze gebruikten de gimmick van een metal- en rockband.

## Geschiedenis
In oktober 2012 richtten Heath Slater, Jinder Mahal en Drew McIntyre de Three Man Band, ook gestileerd als 3MB. In een aflevering van Raw op 29 oktober 2012, maakte 3MB hun worsteldebuut. Slater en Mahal wonnen de tag team match van het duo Santino Marella en Zack Ryder. Tussendoor was McIntyre tijdelijk inactief omdat hij een elleboogblessure opliep.
In een aflevering van Raw op 29 december 2012, verloren Slater en McIntyre de tag team match om het WWE Tag Team Championship te veroveren op Team Hell No (Kane & Daniel Bryan).
In een aflevering van NXT op 10 januari 2013, verloor 3MB (Slater & McIntyre) in de eerste ronde voor het NXT Tag Team Championship-toernooi het tag team match van British Ambition (Adrian Neville & Oliver Grey) Tijdens hun tournee in Groot-Brittannië, in november 2013, worstelden ze samen onder de naam The Union Jacks.
In 2014 werd Hornswoggle mascotte van dit team en worstelde af en toe mee met het team. Op 12 juni werden enkele worstelaars ontslagen waaronder McIntyre en Mahal, waarop het team werd ontbonden.